# Щенников, Михаил Анатольевич
Михаи́л Анато́льевич Ще́нников (род. 24 декабря 1967, Екатеринбург, РСФСР, СССР) — советский и российский легкоатлет (спортивная ходьба). Заслуженный мастер спорта СССР (1987).

## Биография
Выступал за общество ЦСКА. Серебряный призёр Олимпийских игр 1996 года в заходе на 50 км, многократный чемпион мира и Европы. Обладатель действующего с 1995 года мирового рекорда в ходьбе на 5000 метров (в закрытых помещениях): 18:07:08.
Тренировался под руководством Григория Яковлевича Климова.
В 1997 году получил медаль ордена «За заслуги перед Отечеством» II степени.

## Семья
Сын Георгий — футболист, бывший защитник московского ЦСКА, играл за сборную России. Имеет также старшую дочь Анну.